# Стасева
Стасева (укр. Стасева) — село на Украине, основано в 1537 году, находится в Малинском районе Житомирской области.
Код КОАТУУ — 1823484804. Население по переписи 2001 года составляет 26 человек. Почтовый индекс — 11607. Телефонный код — 04133. Занимает площадь 0,318 км².

## Адрес местного совета
11632, Житомирская обл., Малинский р-н, с. Любовичи

## Ссылки

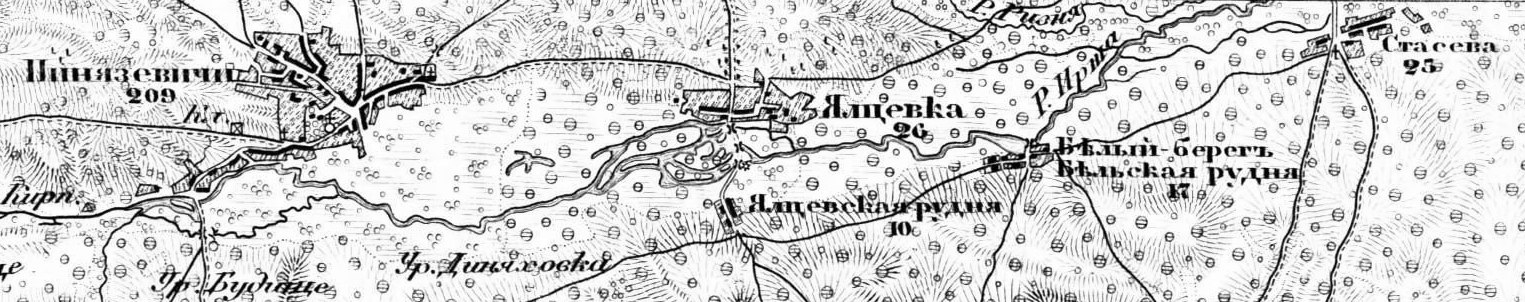
Стасева на российской карте 1868 года